# Machir (Person)
Machir (hebr. מכיר) bezeichnet eine Person zur Zeit König Davids.

## Etymologie
Der Name Machir kommt von dem hebräischen Verb מכר (verkaufen) und bedeutet »der Verkaufte«.

## Biblische Darstellung
Machir wird in 2 Sam 9,4-5  und 2 Sam 17,27  erwähnt. Er war der Sohn Ammiëls und lebte in Lo-Dabar im nördlichen Ostjordanland. Er beherbergte während der Auseinandersetzung zwischen David und Saul den gehbehinderten Sohn Jonatans, Mefi-Boschet. Auf Davids Flucht gehörte er zu den Unterstützern Davids und seines Gefolges, als sie in Mahanajim lagerten.